# Heinrich-von-Kleistpark
Het Heinrich-von-Kleist-Park, of Kleistpark, is een openbaar park in het noorden van het Berlijnse stadsdeel Schöneberg, district Tempelhof-Schöneberg, tussen de Potsdamer en de Elßholzstraße.
In 1679 werd door Elsholtz een park aangelegd als hof- en keukentuin en wetenschappelijke tuin op bevel van de Grote Keurvorst. Vanaf 1801 ontstond een 7,5 ha grote botanische tuin. Het grootste deel van de botanische tuin verhuisde op het einde van de 19e eeuw wegens plaatsgebrek. De helft van de tuin in Schöneberg, bleef voorbehouden als park. Op de 100ste verjaardag van het overlijden van de dichter Heinrich von Kleist in 1911, kreeg het park zijn huidige naam.

## Gebouwen in het Kleistpark
De volgende gebouwen omgeven het Kleistpark (met de klok mee benoemd):
- Preußisches Kammergericht, onder andere locatie van het Volksgerichtshof (1944-1945)
- Sophie-Scholl-Schule
- Pallasseum
- Kathreiner-Haus
- Königskolonnaden
- BVG-Hauptverwaltung
- U-Bahnhof Kleistpark
- Staatliche Kunstschule für die gymnasiale Lehrerbildung, nu locatie van het Medienhaus der Universität der Künste
- Haus am Kleistpark, geopend in 1880 als Königlich Botanisches Museum

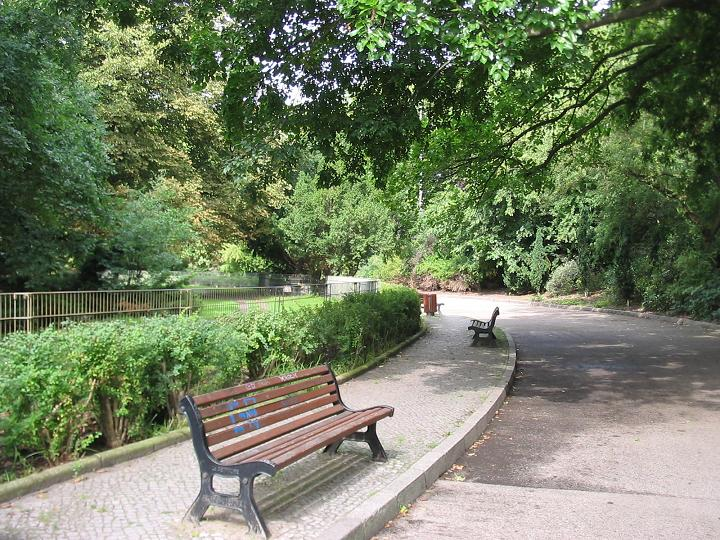
Hoofdweg
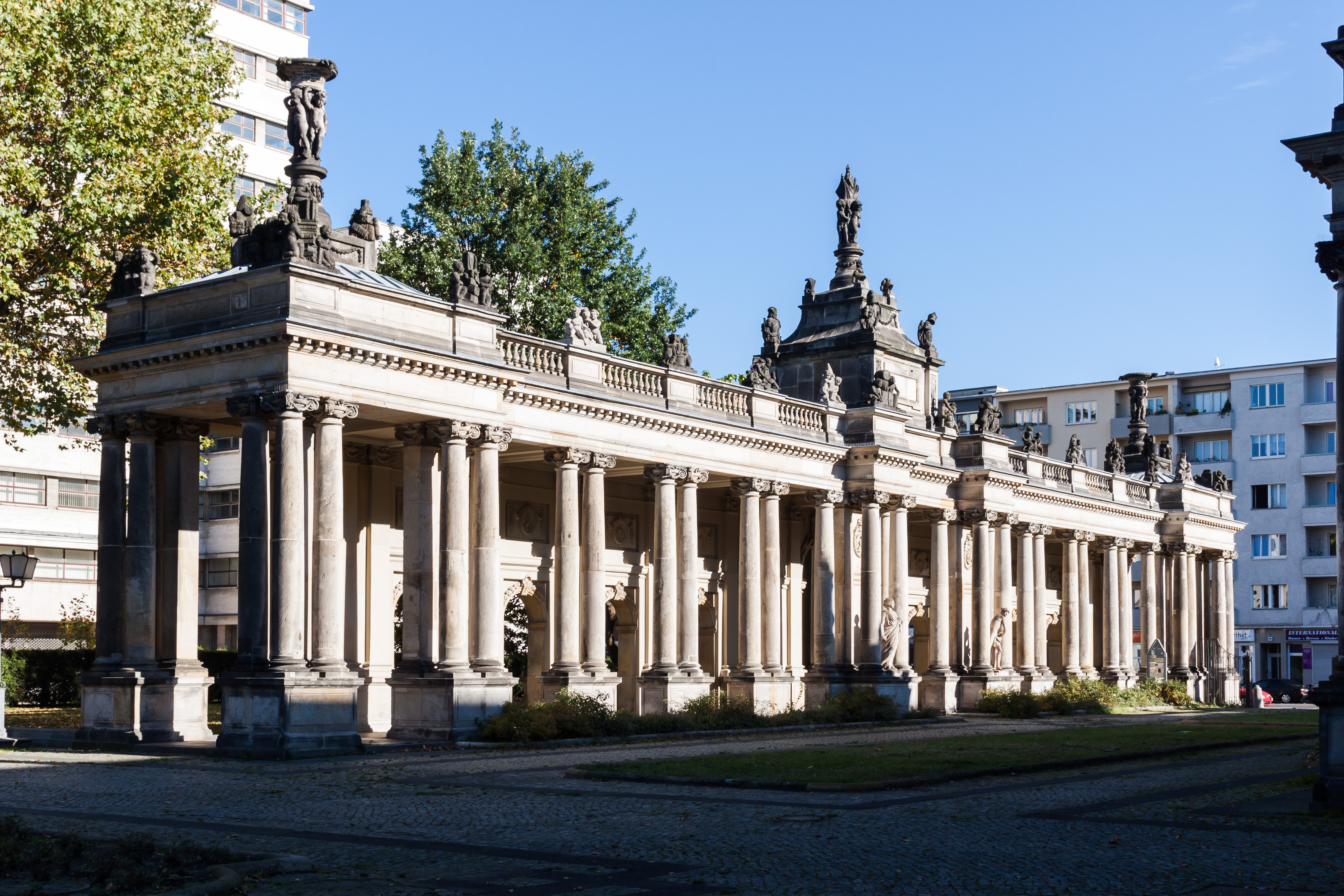
Königskolonnaden
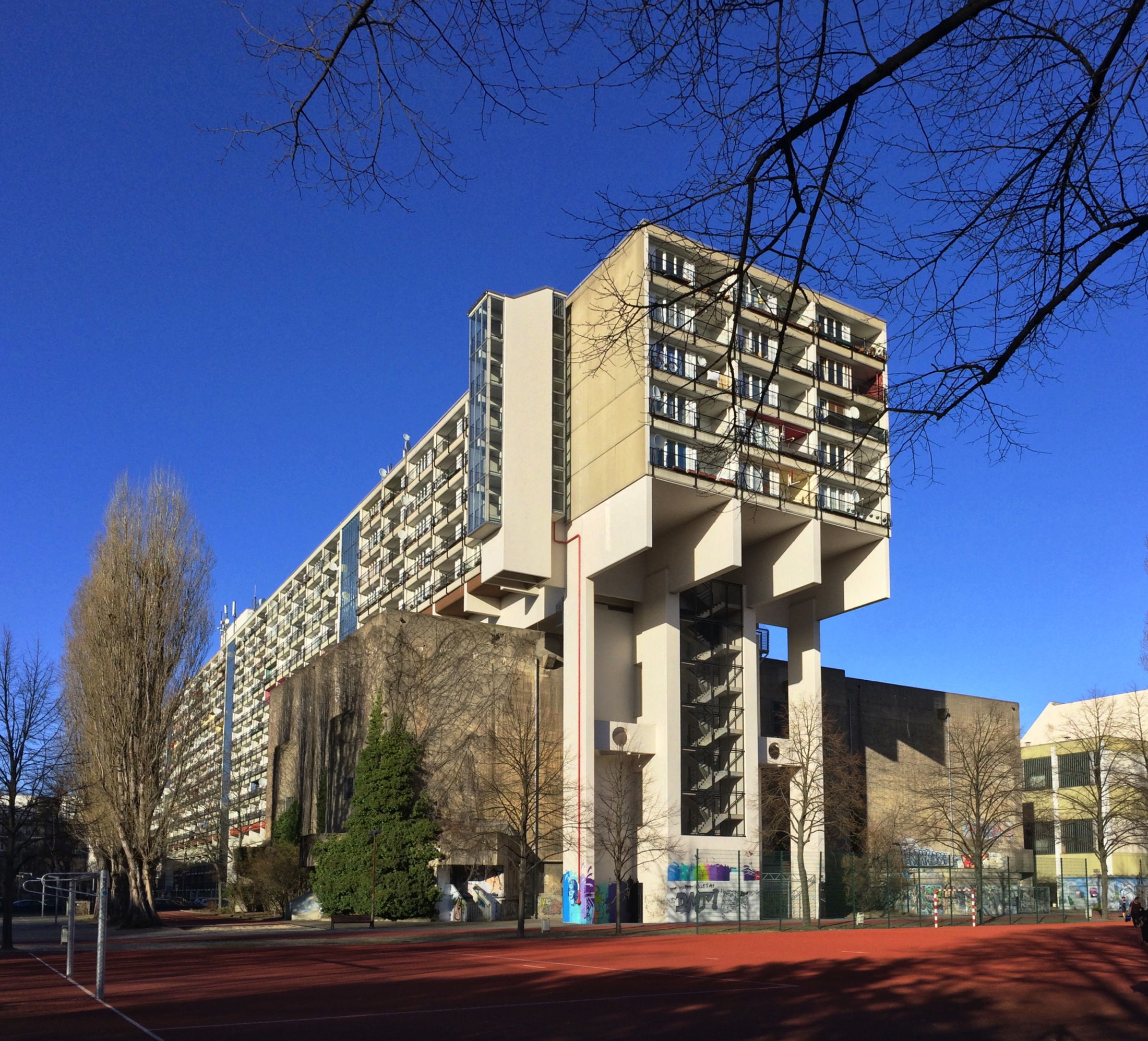
Pallasseum
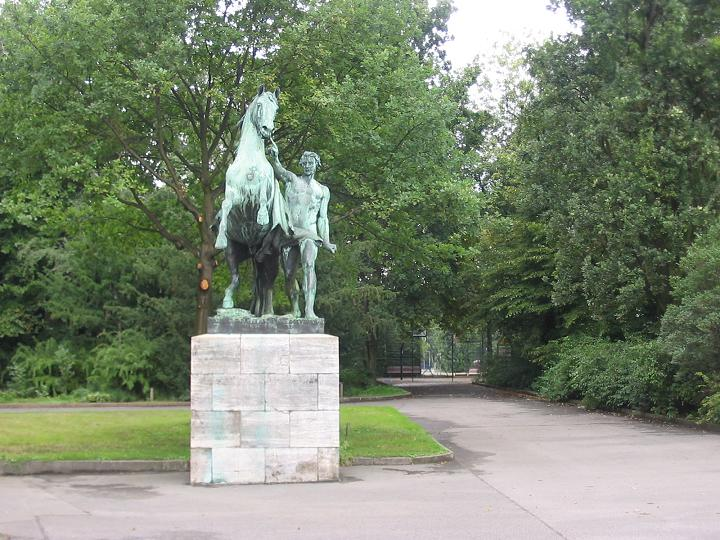
Rossebändiger uit de jaren 1842/1843 van Peter Jacob Clodt von Jürgensburg (tot 1945 op de terrassen van het Stadtschlosses)